# Conurbación del Sureste de Dorset

Mapa político de Dorset. Christchurch (n.º 6), Bournemouth (n.º 7) y Poole (n.º 8) constituyen los principales centros de la conurbación.

La conurbación del sureste de Dorset (en inglés conocida como: South East Dorset conurbation, South Dorset conurbation, Poole-Bournemouth urban area o Bournemouth urban area) es una conurbación con múltiples centros ubicada sobre la costa meridional del condado ceremonial de Dorset, en el sur de Inglaterra. Debido a su rápido crecimiento, se está uniendo con el área del suroeste de Hampshire, ubicada inmediatamente al margen del Parque Nacional New Forest. No obstante, las tres principales concentraciones demográficas se encuentran en Dorset —Bournemouth, Poole y Christchurch—, aunque el área urbana se extienda hacia el este hasta llegar incluso a Barton on Sea en el condado vecino. Existe además un gran número de ciudades satélite; en sentido de las agujas del reloj, las mismas incluyen a: Wareham, Upton, Lytchett Minster, Wimborne Minster, Ferndown, Verwood, Ringwood (Hampshire) y New Milton (Hampshire).
El censo de 2001 dio como resultado que la población del área —definida como Bournemouth Urban Area o “Área Urbana de Bournemouth” por la Office for National Statistics— era de 383.713 habitantes; en 1991, había sido de 358.321 habitantes. La conurbación se halla dividida en cinco partes: Bournemouth, Burton, Christchurch, New Milton/Barton on Sea, y Poole. La Agencia de Desarrollo Regional del Suroeste de Inglaterra y Highways Agency definen una “Conurbación del Sureste de Dorset” —South East Dorset Conurbation, en la lengua original— aún más amplia y con más de 400 mil habitantes. Por otro lado, el término también ha sido aplicado al conjunto de los boroughs de Poole, Bournemouth y Christchurch únicamente, excluyendo a las localidades circundantes, tal como sucedió recientemente en el Plan de Transporte Local.

## Lugares cercanos
Existen varias localidades separadas de la conurbación solo por pequeños espacios despoblados, incluyendo a:
- Bransgore (Hampshire)
- Milford on Sea (Hampshire)
- Lymington (Hampshire)
- Ringwood (Hampshire)
- St Ives (Dorset)
- St Leonards (Dorset)
- Verwood (Dorset)
- West Moors (Dorset)
- Wimborne Minster (Dorset)